# Malvastrum grandiflorum
Malvastrum grandiflorum är en malvaväxtart som beskrevs av Krapovickas. Malvastrum grandiflorum ingår i släktet Malvastrum och familjen malvaväxter. Inga underarter finns listade i Catalogue of Life.